# Gregory Hunter
Gregory Hunter es una historieta italiana de ciencia ficción de la casa Sergio Bonelli Editore, creada por Antonio Serra en 2001.
Apareció por primera vez en Italia con el episodio titulado "Il ranger dello spazio". Fueron editados 17 álbumes más un especial con los dos episodios finales de la saga.

## Argumento y personajes
Gregory Hunter es un Ranger del espacio que vive aventuras en un universo paralelo, donde en los años 1960 se ha desarrollado un sistema de propulsión que permite viajar a gran velocidad sin ningún coste: las pilas Coleman. Gracias al motor interespacial, miles y miles de colonos han abandonado la Tierra al borde de la tercera guerra mundial, en los años 1970, para buscar fortuna en otros planetas.
Gregory es un ex pirata, cazarrecompensas y soldado, hijo adoptivo del jefe de los Rangers, Chris Marderson. Es víctima de una maldición por parte de los dioses de su universo: cada vez que provoca la muerte de alguien, le aparece un espectro que le dispara; la bala atraviesa su cuerpo, pero cada vez se vuelve más sólida.
Su socio es el tallariano Badger, el último de su especie, un ser cuadrumano y antropomorfo, parecido a un mono, peleón y mujeriego. Los dos llevan la justicia hasta los lugares más recónditos del universo, enfrentándose a varios enemigos como piratas, cazadores furtivos, gobernadores corruptos o monstruos espaciales. Otra aliada de Gregory es la gigante albina Sandrach, última sobreviviente de un antiguo imperio estelar que dominaba sobre la galaxia. Paralelamente, Gregory está en busca del misterioso monje que, según él, podrá liberarlo de la maldición.

## Autores

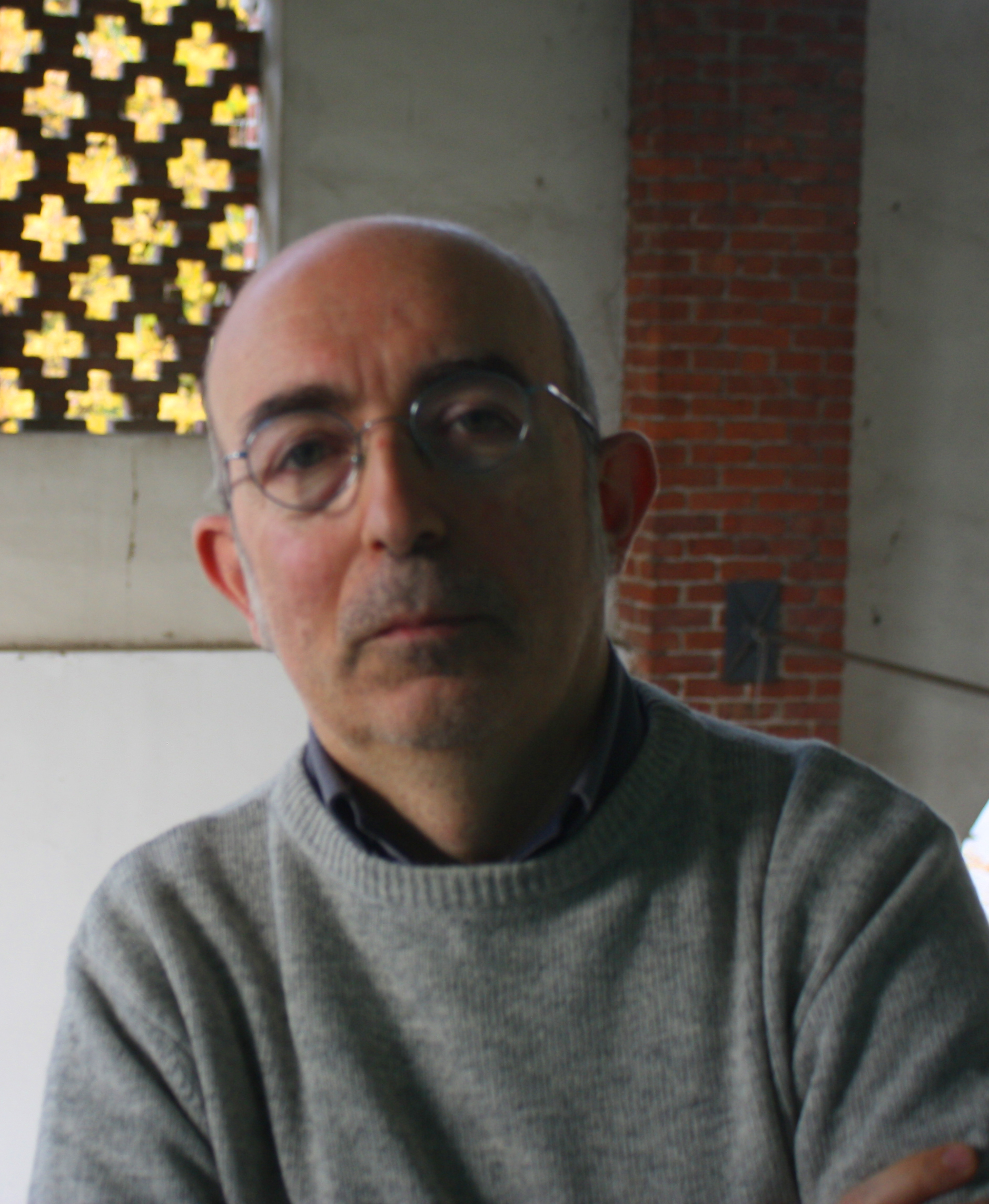
Antonio Serra, creador de Gregory Hunter.

### Guionistas
Antonio Serra, Stefano Piani, Alberto Ostini, Gigi Simeoni, Stefano Vietti.

### Dibujantes
Andrea Artusi, Onofrio Catacchio, Anna Lazzarini, Patrizia Mandanici, Elena Pianta, Antonella Platano, Francesco Rizzato, Mario Rossi, Gigi Simeoni.